# Stomatium suaveolens
Stomatium suaveolens är en isörtsväxtart som beskrevs av Schwant. Stomatium suaveolens ingår i släktet Stomatium och familjen isörtsväxter. Inga underarter finns listade i Catalogue of Life.